# Epsilon Euskadi ee1
O Epsilon Euskadi ee1 é um carro de corridas do construtor Espanho-Basco Epsilon Euskadi. Foi desenhado e construído para as corridas de Sports Car na classe das 24 Horas de Le Mans LMP1, e outras corridas de endurance semelhantes.

## 2008
O Epsilon Euskadi ee1 fez a sua estreia nos 1000 km da Catalunha de 2008. A Epsilon Euskadi inscreveu só um carro, o carro #20, pilotado por Ángel Burgueno e Miguel Ángel de Castro. Na corrida, completou a corrida mas apenas no 32º. No final, a Epsilon Euskadi só conseguiu 2 pontos em 5 rondas da temporada até aos 100 km de Spa de 2008, quando acabou em 11º na geral e 7º na sua classe, depois de completar 133 voltas.

### Le Mans
Para as 24 Horas de Le Mans de 2008, a Epsilon Euskadi participou com dois carros na corrida, o carro #20, pilotado por Ángel Burgueno, Miguel Ángel de Castro e Adrián Vallés e o carro #21 pilotado por Shinji Nakano, Stefan Johansson e Jean-Marc Gounon. A qualificação correu bem, com o carro #21 qualificado em 15º com o seu melhor tempo fixado em 3m32s939 e o carro #20 qualificado em 17º com o seu melhor tempo a ser 3m34s281. Na corrida, os dois ee1 foram competitivos, mas tiveram problemas mecânicos e desistiram. O carro #21 foi o primeiro a retirar depois de 158 voltas, e o carro #20 retirou após 189 voltas.